# Demandatam

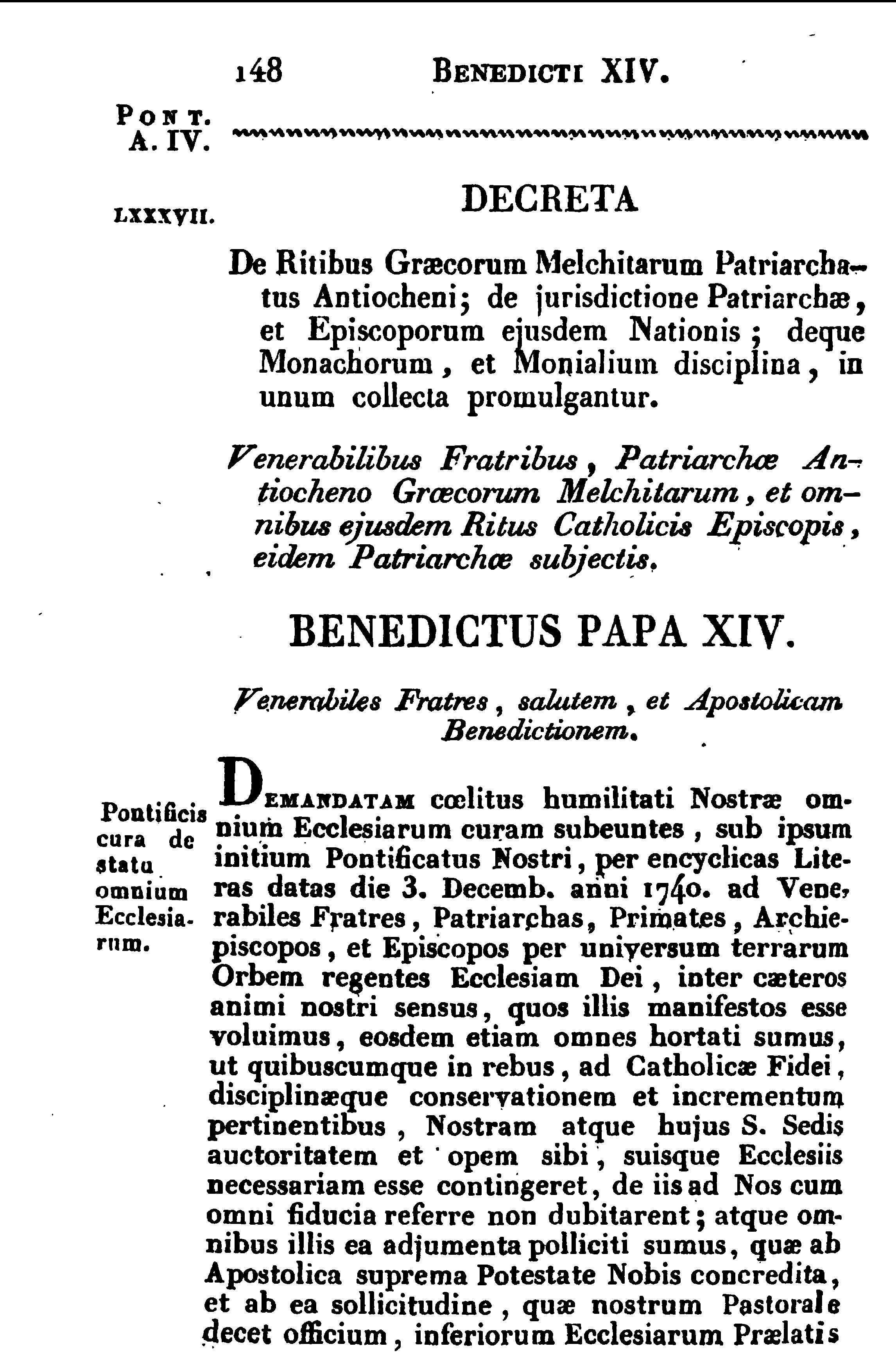
Druck der Enzyklika von 1828

Demandatam caelitus humilitati ist eine Enzyklika von Papst Benedikt XIV. und datiert vom 24. Dezember 1743. In einigen Quellen wird dieses Apostolische Schreiben auch als Apostolische Konstitution bezeichnet. Der Untertitel der Enzyklika lautet: „Über die Melkitische Griechisch-Katholische Kirche“, der Papst wandte sich hiermit an Kyrillos VI. Tanas und alle Bischöfe seiner Jurisdiktion. Thematisch ging es um die Bewahrung des byzantinischen Ritus in der Melkitischen Griechisch-Katholischen Kirche.

## Historischer Rückblick
In der ersten Hälfte des 18. Jahrhunderts wurden viele liturgische Riten vom lateinischen Ritus auf den byzantinischen Ritus der Melkitischen Kirche übertragen. Dieses wurde hauptsächlich von Euthymios Saifi und dem Patriarchen von Antiochien Kyrillos VI. Tanas gefördert. Weiterhin wurden trotz des päpstlichen Verbots diese Praktiken durch Franziskanermissionare unterstützt. Dieses führte zu einer Spaltung innerhalb der Melikischen Griechisch-Katholischen Kirche und zu einer Vermischung der beiden Riten. Zwei päpstliche Schreiben von 1723 und 1729 führten zu keiner einheitlichen Lösung, und bevor Benedikt XIV. an Kyrillos VI. Tanas das Pallium überreichte, schrieb er diese Enzyklika.

## Anordnungen
Benedikt XIV. sprach das Verbot jeglicher Ergänzung, Streichung oder Änderung, auch durch die Patriarchen, des byzantinischen Ritus aus. Ebenso untersagte er andere Übernahmen vom byzantinischen zum lateinischen Ritus. Er ordnete an, dass alle bisher erfolgten Mixformen in ihren Urzustand zurückzuführen seien. Für das Gebiet von Damaskus, in dem von den beiden Riten zahlreich Gebrauch gemacht worden war, forderte er die klare Trennung der beiden Riten. Die Mitglieder der Melkitisch Griechisch-Katholischen Kirche ermahnte er, ihre religiösen Riten diszipliniert zu praktizieren.